# Afzelia bella
Espèce
Afzelia bella est une espèce de plantes à fleurs dicotylédones de la famille des Fabaceae, sous-famille des Caesalpinioideae C'est un arbre originaire d'Afrique tropicale.

## Description
C'est un arbre pouvant atteindre 25 mètres de haut, dont le bois est exploité comme bois d'œuvre.

## Liste des variétés
Selon Tropicos (2 septembre 2018) (Attention liste brute contenant possiblement des synonymes) :
- Afzelia bella var. bella
- Afzelia bella var. glabra Aubrév.
- Afzelia bella var. gracilior Keay